# فرانک دریبل
فرانک دریبل (انگلیسی: Frank Drabble؛ ۸ ژوئیه ۱۸۸۸ – ۲۹ ژوئیهٔ ۱۹۶۴) بازیکن فوتبال اهل بریتانیا بود.
از باشگاه‌هایی که در آن بازی کرده‌است می‌توان به باشگاه فوتبال ناتینگهام فارست، باشگاه فوتبال برافورد پارک آونیو، باشگاه فوتبال کویینز پارک رنجرز، باشگاه فوتبال بولتون واندررز، باشگاه فوتبال تاتنهام هاتسپر، باشگاه فوتبال ساوتپورت، و باشگاه فوتبال برنلی اشاره کرد.